# Ліша-Кух
Ліша-Кух (перс. ليشاكوه) — село в Ірані, у дегестані Лат-Лайл, у бахші Отаквар, шагрестані Лянґаруд остану Ґілян. За даними перепису 2006 року, його населення становило 17 осіб, що проживали у складі 5 сімей.